# Neoseiulus fallacis
Neoseiulus fallacis är en spindeldjursart som först beskrevs av Garman 1948.  Neoseiulus fallacis ingår i släktet Neoseiulus och familjen Phytoseiidae. Inga underarter finns listade i Catalogue of Life.